# دبلوماسية المياه

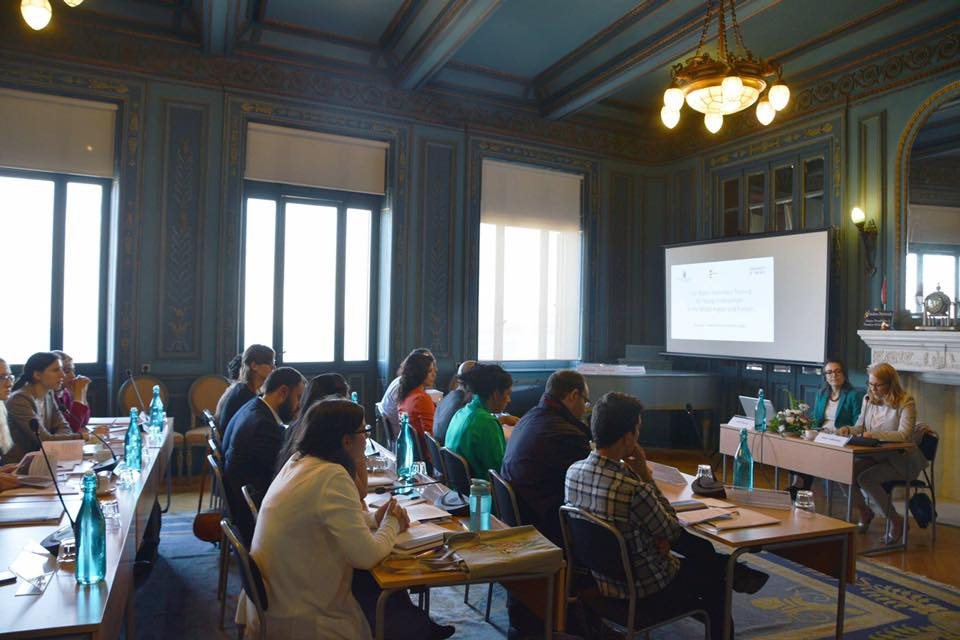
التدريب على دبلوماسية المياه بالمعهد السويدي بالإسكندرية

تركز دبلوماسية المياه على إيجاد حلول جديدة مبنية على أساس علمي وحساسة للقيود المجتمعية لمجموعة واسعة من مشاكل المياه. تشمل أدوات الدبلوماسيين في مجال المياه السياسة البيئية، واستراتيجية إدارة المياه، والحلول الهندسية، ويتم تطبيقها في سياق مشكلة المياه الفردية على النطاق المناسب.

## الخلفية العلمية
الماء هو القاسم المشترك لكل كائن حي. تعتمد المجتمعات عليها من أجل كسب قوتها ونموها، وتقطع شوطا طويلا لضمان مستقبل آمن للمياه. لكن المياه العذبة ليست، في جوهرها وعملياً، مورداً مساوياً وإمكانية الوصول إلى بعضها تعني في كثير من الأحيان عدم إمكانية الوصول إلى الآخرين. ومع النمو السكاني غير المسبوق، والاقتصادات الناشئة الجديدة وآثار تغير المناخ، تتزايد الضغوط على مواردنا من المياه العذبة المحدودة. وفي الوقت نفسه، يجري الطعن قدرة بعض الدول لتأمين احتياجاتها المائية بشدة، مما تسبب في قلق كبير والأمر المشروع أن التوترات حول النقاط الساخنة المياه ستكثف بين مستخدمي المياه. ومع ذلك، تمتلك المياه إمكانات هائلة للتعاون الذي ما يزال يتعين فهمه وتمكينه. إن المياه ستظل في صميم السلم والأمن الدوليين، والدفاع عن حقوق الإنسان، وحتمية مسارات التنمية المستدامة. ومن المتوقع إذن استجابة متزايدة القوة ومنسقة من المجتمع الدولي من أجل زيادة الوعي، والتخفيف من حدة الصراع، وبناء التعاون من التحديات المتنامية التي تشكلها المياه.

## المناهج المستجدة لدبلوماسية المياه
تشمل مشاكل المياه العديد من الشركاء والمساهمات من عدة قطاعات مثل الزراعة والصناعة والمطورين الحضريين والمحافظين على البيئة الذين يتنافسون على الموارد المحدودة والمشتركة للمياه المتاحة. هذه المشاكل أيضا عبر الحدود المادية والتأديبية، والقضائية. وبسبب هذه الاحتياجات والأهداف المتنافسة، يصعب إيجاد حلول مقبولة لمشاكل المياه.
إن منهج «المياه 2100»، الذي يختلف عن الأدوات الأخرى المستخدمة في سياسات المياه والدبلوماسية التقليدية، هو دراسة المشكلات باعتبارها مجموعة مترابطة من المجالات الطبيعية والمجتمعية التي تحدث فيها المنافسة والتغذية المرتدة بين المتغيرات. تتفاعل القيود الطبيعية للكمية والجودة واحتياجات النظام البيئي مع متغيرات المجال الاجتماعي بما في ذلك القيم والقواعد الاجتماعية والاقتصاد والحوكمة. يسعى نهج «الماء 2100» هذا إلى تجميع المعرفة العلمية والسياقية بالمياه إلى حلول قابلة للتنفيذ من خلال صياغة / تأطير مشكلات المياه على أنها أسئلة يمكن استخدامها للتفاوض على حلول ملائمة للسياق وأصحاب المصلحة لكل نزاع حول المياه.

## مؤسسات ومبادرات تهتم بدبلوماسية المياه
- المجموعة الإستشرافية الإستراتيجية
- أكوابيديا
- أكاديمية المياه العربية
- برنامج دبلوماسية المياه للدكتوراة بجامعة تافتس
- مجلس المياه العالمي